# Vladímirskaya (Krasnodar)
Vladímirskaya (del ruso: Влади́мирская) es una stanitsa del raión de Labinsk del krai de Krasnodar, en el sur de Rusia. Está situada en la orilla derecha del Labá (donde recibe al Kuksa), afluente del Kubán, 5 km al sur de Labinsk y 151 km al sureste de Krasnodar, la capital del krai. Tenía 7217 habitantes en 2010.
Es cabeza del municipio Vladímirskoye, al que pertenece asimismo Privolni.

## Historia
La stanitsa fue fundada el día de San Vladímir de 1848 (de ahí el nombre) a continuación de la stanitsa Labínskaya. Estaba situada sobre una altura con una amplia vista sobre el Labá, que aseguraba la posición ante los ataques de los montañeses. Hasta 1920 perteneció al otdel de Labinsk del óblast de Kubán.

## Demografía
| 2002 | 2010 |
| ---- | ---- |
| 7185 | 7217 |

## Economía y transporte
El sector agrícola está representado por la OOO AF Progres y la ZAO Vladímirskoye. Se produce madera y materiales de construcción. Se extrae gas natural.
Cuenta con una estación de ferrocarril en la línea Kurganinsk-Psebai.